# Bílence
Bílence är en ort i Tjeckien.   Den ligger i regionen Ústí nad Labem, i den nordvästra delen av landet, 70 km nordväst om huvudstaden Prag. Bílence ligger 264 meter över havet och antalet invånare är 206.
Terrängen runt Bílence är platt.Runt Bílence är det ganska tätbefolkat, med 192 invånare per kvadratkilometer. Närmaste större samhälle är Most, 12,7 km nordost om Bílence. Trakten runt Bílence består till största delen av jordbruksmark.